# Obereopsis puncticeps
Obereopsis puncticeps är en skalbaggsart som beskrevs av Stefan von Breuning 1958. Obereopsis puncticeps ingår i släktet Obereopsis och familjen långhorningar.
Artens utbredningsområde är Angola. Inga underarter finns listade i Catalogue of Life.